# 松平直紹
松平 直紹（まつだいら なおつぐ）は、江戸時代中期から後期にかけての大名。越後国糸魚川藩の第4代藩主。官位は従五位下・日向守。

## 生涯
第3代藩主・松平堅房の7男として誕生。安永2年（1773年）、父の死去により跡を継ぐ。安永5年（1776年）11月15日に第10代将軍・徳川家治に拝謁し、安永6年（1777年）12月に叙任する。その後は日光祭礼奉行、田安御門番、半蔵門番、大坂加番などを歴任した。しかしそのために出費も激しく、藩財政の悪化を招いた。
文化3年（1806年）11月28日、長男・直益に家督を譲って隠居し、文化11年（1814年）8月26日に死去した。享年56。

## 系譜
父母
- 松平堅房（父）
- 章姫 ー 分部光命の長女（母）

正室、継室
- 八重 ー 本多助盈の娘（正室）
- 琴 ー 板倉勝矩の娘（継室）

子女
- 松平直益（長男）生母は八重（正室）
- 松平近豊室
- 井上正直正室
- 花房正興正室
- 千寿院 ー 分部光弘正室のち朽木倫綱正室
- 有馬純通正室のち小笠原長担正室
- 岡部盛勝正室
- 田村顕彰室
- 阿部正棋室